# Chef Jack, un bucătar aventuros
Chef Jack, un bucătar aventuros  (în portugheză Chef Jack: O Cozinheiro Aventureiro) este un film de animație brazilian din 2023 regizat de Guilherme Fiúza Zenha. Premiera  a avut loc pe 19 ianuarie 2023, în cinematografele braziliene.

## Rezumat
Chef Jack, un tânăr plin de vigoare și destul de arogant, călătorește prin lume în căutarea unor ingrediente rare pe care să le pună în rețetele preparatelor pe care le gătește, la un moment dat vede o reclamă la un concurs de televiziune la care a participat în trecut împreună cu tatăl său și decide că va participa din nou. Bineînțeles, pentru asta are nevoie de ingredientele pentru felul de mâncare pentru care intenționează să livreze cea mai bună rețetă din viața lui dacă va ajunge în finala concursului, precum și de un asistent care să-l ajute la teste și în timpul pregătirii în competiția din cadrul emisiunii.

## Distribuție
- Danton Mello - Chef Jack
- Rodrigo Waschburger - Leonard
- Cintia Ferrer - Dominica
- Cecilia Fernandes - Bárbara / Lev
- Renan Rammé - Jeremy / Desmond
- Álvaro Rosacosta ca Toninho
- Tássia D'Paula - Alice
- Guilherme Briggs în rolul lui Tiki / Beaver
- Rejane Faria - Adaeze
- Marisa Rotenberg - Elisa
- Ana Laura Salles - Ndidi
- Renata Corrêa - Juliette / Justine / Yumi
- Carlos Magno Ribeiro - Nazaar
- Giordano Becheleni - Bob